# Буздован
Буздован, топуз или топузина, (од руског Буздыган и турског топуз) је ручно ударно и бацачко хладно оружје. Развио се од оковане палице, па се може се сматрати унапређеном батином. Буздован може бити направљен од јаког дрвета (за дршку) са металним ојачањима, мада постоје и буздовани направљени од метала чија је глава обложена каменом, бакром, бронзом или челиком.
Други називи за буздован су базирани на броју металних пера (латица) које има. По броју пера назива се и троперац, шестоперац или шестопер, десетопер и друго. Ови називи су чести у српским епским песмама. Војник наоружан буздованом звао се буздованлија, а који носи буздован старешине буздованер.
Глава буздована је истог или незнатно већег пречника од дршке. Направљена је у облику избочине или облика чвора што омогућава велику пробојну моћ кроз оклопе. Дужина буздована може бити врло различита, пешадинци су користили кратке буздоване дужине 1-1.5 метра. Буздовани који су користили коњаници су били доста дужи и посебно обликовани за ударце са коња. Дворучни буздовани били су већи чак и од коњаничких. Млат у заблуди доста људи назива буздованом.